# Angela Thirkell
 (décembre 2020).
Angela Margaret Thirkell (née Mackail, 30 janvier 1890 - 29 janvier 1961) est une romancière anglaise et australienne. Elle a également publié sous le pseudonyme Leslie Parker, un roman Trooper to Southern Cross. Sa carrière littéraire s'étend sur quatre décennies. Elle publie une trentaine de romans, mettant en scène le plus souvent des personnages de la gentry anglaise. Certains de ses romans sont toujours réédités, comme Bienvenue à High Rising (2019), ou Le parfum des fraises sauvages (2017).

## Jeunesse
Angela Thirkell est la fille aînée de John William Mackail (en) (1859-1945), un érudit écossais et fonctionnaire de l'île de Bute qui fut professeur de poésie à Oxford de 1906 à 1911. Sa mère Margaret Burne-Jones, est la fille du peintre préraphaélite Edward Burne-Jones. Thirkell est aussi une cousine de Rudyard Kipling et de Stanley Baldwin. Son frère, Denis Mackail (1892-1971), est également romancier et ils ont une sœur cadette, Clare. Pendant leur jeunesse, les trois enfants Mackail ont été nourris aux contes de fées de l'auteure Mary de Morgan (en).
Thirkell fait ses études à Londres à l'Institut Froebel de Claude Montefiore, puis à la St Paul's Girls' School, Hammersmith, et à Paris dans une école pour jeunes filles.

## Mariages et enfants
Peu de temps après son retour de Paris, Angela Mackail rencontre James Campbell McInnes (1874-1945), un chanteur baryton professionnel, et l'épouse en 1911. Leur premier fils, né en janvier 1912, est prénommé Graham d'après le nom d'un ancien amoureux de McInnes, Graham Peel. Il deviendra diplomate et écrivain. Leur deuxième fils est le romancier Colin MacInnes . Une troisième enfant, Mary, est née en1917 et morte dans sa petite enfance. Thirkell divorce de son mari pour adultère, à grand renfort de publicité.
En décembre 1918, Thirkell épouse George Lancelot Allnut Thirkell (1891-1940), un ingénieur de son âge originaire de Tasmanie, et en 1920, ils s'embarquent pour l'Australie avec ses fils. Cependant, la famille mène une « vie de classe moyenne » à Melbourne, situation totalement inconnue pour Angela Thirkell. Ils ont un fils, Lancelot George Thirkell, qui deviendra plus tard contrôleur de la BBC. Cependant, en novembre 1929, Angela quitte son mari sans prévenir, retourne en Angleterre sous prétexte de vacances, mais quitte en réalité l'Australie définitivement. Faute d'argent, elle demande le billet pour Londres à son parrain, l'écrivain et dramaturge écossais J. M.  Barrie, et utilise la somme destinée à son billet de retour pour deux passages simples, pour elle-même et son plus jeune fils. Elle prétexte ses parents vieillissant pour rester à Londres. Son deuxième fils, Colin, la suit en Angleterre peu de temps après, mais Graham reste à Melbourne.

## Carrière littéraire
Thirkell commence à écrire lorsqu'elle réside en Australie, principalement par besoin d'argent. Un article parait dans le Cornhill Magazine en novembre 1921, le premier d'une série d'articles et de nouvelles, ainsi que des œuvres pour la radio australienne. À son retour en Angleterre en 1929, sa carrière se poursuit avec le journalisme, des histoires pour enfants, puis des romans. Son succès en tant que romancière commence avec la publication de son deuxième roman, High Rising (1933). La plupart de ses romans sont situés dans le Barsetshire d'Anthony Trollope, un comté anglais fictif, qui constitue le cadre de la série romanesque Chroniques du Barsetshire (en). Lectrice avertie de fiction contemporaine, Thirkell adapte librement des œuvres comme The Country House de John Galsworthy, d'où elle tire par exemple le nom de Worsted qui devient le décor villageois de son roman August Folly (1936). Elle cite fréquemment et sans attribution, des romans de Charles Dickens, William Thackeray et Elizabeth Gaskell . Thirkell publie chaque année un nouveau roman et dans une correspondance avec son éditrice, Jamie Hamilton de Hamish Hamilton (en), elle parle de ses nouvelles publications comme du « vin nouveau dans une vieille bouteille » (« new wine in an old bottle ») . Elle s'inquiète d'ailleurs à l'idée que son cercle d'amis de la haute bourgeoisie puisse lire sa fiction : elle préfère qu'ils se tournent vers des écrivains comme Gibbon, Austen, Dickens et Proust, plus conformes à ses propres inclinations.
Dans les années 1930, ses livres prennent une forme d'exubérance satirique, comme le titre Pomfret Towers, qui se situe dans un village où se côtoient folie aristocratique et aspirations bourgeoises. Three Houses (1931, Oxford University Press ; réimprimé à plusieurs reprises) est un court récit d'enfance biographique qui montre simultanément le style déjà abouti de Thirkell, sa mélancolie et la vénération de son grand-père, Edward Burne-Jones. Trooper to the Southern Cross (1934; republié en 1939 sous le titre What Happened on the Boat ) est un roman qui décrit des passagers à bord d'un navire de troupes, de retour en Australie après la première Guerre mondiale. Le personnage du mineur australien attire l'attention par son anti-autoritarisme, son larkinisme (en) et sa loyauté envers ceux qu'il respecte.
Dans les années 40, son travail est marqué par le contexte de la guerre et des efforts de guerre. Le front intérieur figure particulièrement dans Cheerfulness Breaks In (1940), montrant comment les femmes vivent l'éloignement de leurs proches enrôlés vers le front et Northbridge Rectory, raconte comment les femmes font face aux difficultés en temps de guerre. Ces livres, ainsi que Marling Hall, Growing Up et The Headmistress, illustrent l'attitude courageuse et en même temps résignée des femmes britanniques pendant la guerre. Même si un livre ne traite pas exclusivement de l'effort de guerre, l'auteure aborde les changements de société que la guerre provoque, à l'image de Miss Bunting, où le personnage principal, une gouvernante, se demande comment survivre et réaliser ses ambitions alors que le monde est bouleversé. Tous ces livres fournissent un témoignage de l'époque.
Les livres parus dans les années 1950 sont plus romantiques et moins contemporains. Parmi ceux-ci, The Old Bank House révèle Thirkell préoccupée par la montée de la classe marchande, à l'encontre de ses propres préjugés, mais respectant le caractère industrieux de cette classe montante. Les livres qui suivent sont des romans plus simples. La romance The Duke's Daughter traite de manière plus directe avec les descendants des personnages des Chroniques du Barsetshire. Son dernier livre, Three Score and Ten, est resté inachevé à sa mort, mais a été complété plus tard par l'auteure Caroline Alice Lejeune.
Au travers de sa carrière littéraire, Thirkell apporte un éclairage sur la société britannique et les détails de la vie quotidienne. Ses livres sont toujours réédités.

### Chroniques du Barsetshire
- - High Rising (1933)
  - Wild Strawberries (1934)
  - The Demon in the House (1934)
  - August Folly (1936)
  - Summer Half (1937)
  - Pomfret Towers (1938)
  - The Brandons (1939)
  - Before Lunch (1940)
  - Cheerfulness Breaks In (1940)
  - Northbridge Rectory (1941)
  - Marling Hall (1942)
  - Growing Up (1943)
  - The Headmistress (1944)
  - Miss Bunting (1945)
  - Peace Breaks Out (1946)
  - Private Enterprise (1947)
  - Love Among the Ruins (1948)
  - The Old Bank House  (1949)
  - County Chronicle (1950)
  - The Duke's Daughter (1951)
  - Happy Returns (1952)
  - Jutland Cottage (1953)
  - What Did It Mean? (1954)
  - Enter Sir Robert (1955)
  - Never Too Late (1956)
  - A Double Affair (1957)
  - Close Quarters (1958)
  - Love at All Ages (1959)
  - Three Score and Ten (1961)

### Autres livres
- Ankle Deep (1931)
- Three Houses (1931)
- Trooper to the Southern Cross (1934; réédité sous le titre What Happened on the Boat)
- O These Men, These Men ! (1935)
- The Grateful Sparrow (1935)
- The Fortunes of Harriet (1936)
- Coronation Summer (1937)

## Lectures complémentaires
- Margaret Bird, Dear Mrs Bird from Old Mrs T : The Letters of Angela Thirkell to Margaret Bird 1950–1960 (The Angela Thirkell Society, 2002).
- Barbara Burrell, Angela Thirkell's World : A Complete Guide to the People and Places of Barsetshire.
- Laura Roberts Collins, English Country Life in the Barsetshire Novels of Angela Thirkell (Praeger, 1994).
- Mary Faraci, The Many Faces and Voices of Angela Thirkell: A Literary Examination of the Brotherton Collection (The Angela Thirkell Society of North America, 2013).
- Penelope Fritzer, Aesthetics and Nostalgia in the Barsetshire Novels of Angela Thirkell (The Angela Thirkell Society of North America, 2009).
- Penelope Fritzer, Character and Concept in the Barsetshire Novels of Angela Thirkell (The Angela Thirkell Society of North America, 2005).
- Penelope Fritzer, Ethnicity and Gender in the Barsetshire Novels of Angela Thirkell (Greenwood Press, 1999).
- Tony Gould, Inside Outsider : The Life and Times of Colin MacInnes (Penguin, 1983).
- Hermione Lee, « Good Show : Why Do So Many Readers Seek Refuge in Angela Thirkell's Little England ? », New Yorker, 7 octobre 1996, Vol. 72 Numéro 30.
- Jill Levin, The Land of Lost Content (Thèse, Washington University, 1986) : Sex, Art, and Class in the Novels of Angela Thirkell, 1933-1960.
- D. M. McFarlan, Delicious Prose : A Study of the Barsetshire Novels of Angela Thirkell (The Angela Thirkell Society, 2008).
- Cynthia Snowden, Going to Barsetshire : A Companion to the Barsetshire Novels of Angela Thirkell (Morris Publishing, 2000).
- Margot Strickland, Angela Thirkell : Portrait of a Lady Novelist (Gerald Duckworth & Co. Ltd, 1977). La seule biographie de Thirkell, disponible auprès de l'auteur et distribuée par the UK Angela Thirkell Society.